# Paliurus

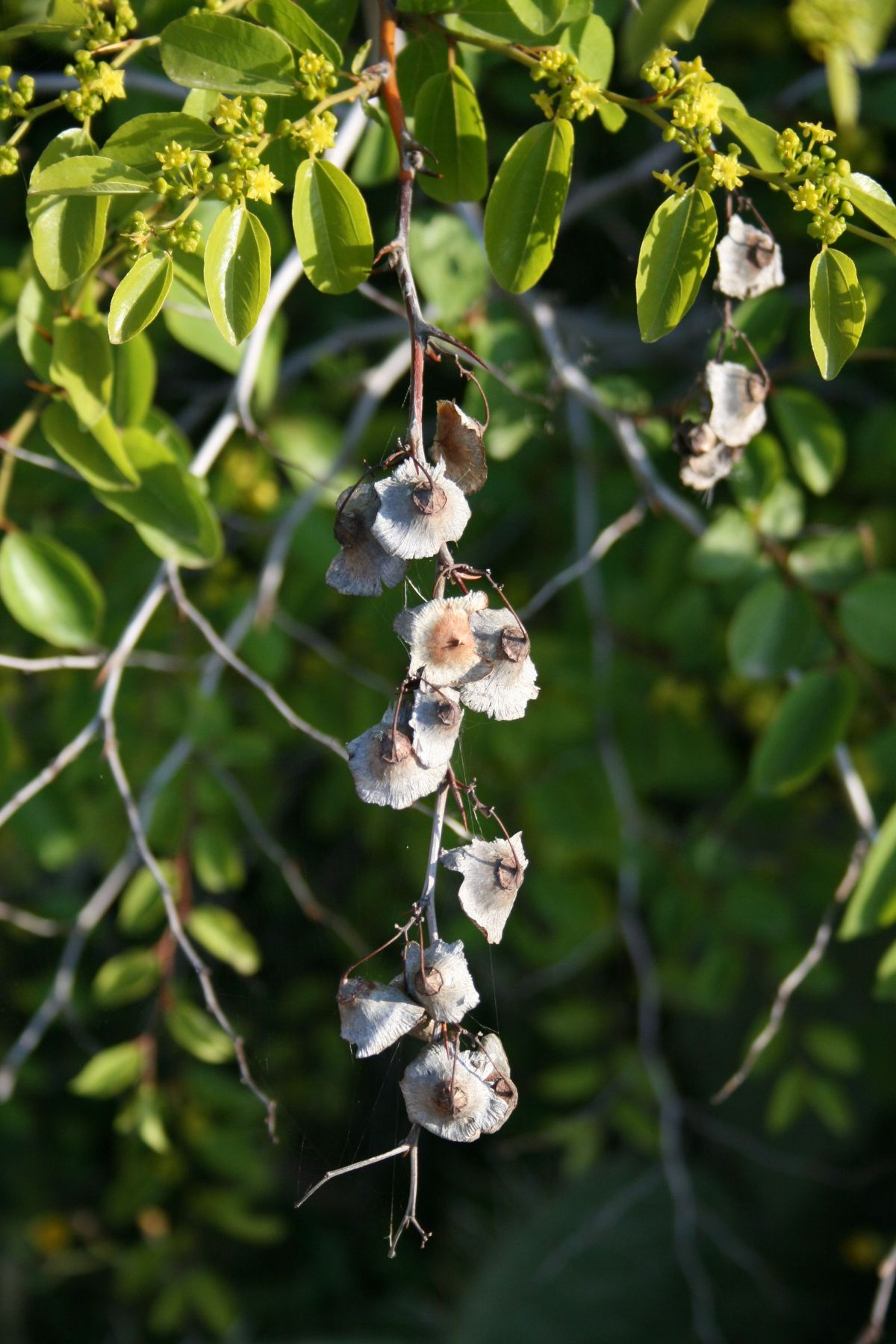
Paliurus spina-christi. Aspecte de les llavors.

Paliurus és un gènere de plantes amb flor de la família de les ramnàcies.

## Característiques
Són arbusts o arbres espinosos entre 3 i 15 m d'alçada. Són natius de les regions càlides i seques d'Eurasia i l'Àfrica del nord. El fruit és una sàmara, nou menuda centrada dins d'una membrana circular d'1 a 3.5 cm diàmetre.

## Ecologia
Les fulles de les espècies de Paliurus són l'aliment preferit de les erugues d'alguns lepidòpters, com les del gènere Bucculatrix; Bucculatrix albella s'alimenta exclusivament de l'espinavessa (P. spina-christi), i Bucculatrix turatii exclusivament de P. aculeatus).

## Taxonomia
- Paliurus hemsleyanus Rehd. (Xina meridional)
- Paliurus hirsutus
- Paliurus orientalis (Franch.) Hemsl. (Xina Central)
- Paliurus ramosissimus (Lour.) Poir. (Àsia oriental)
- Paliurus spina-christi Mill. - Espinavessa